# Kulîkivske, Berdeansk
Kulîkivske (în ucraineană Куликівське) este un sat în comuna Novopetrivka din raionul Berdeansk, regiunea Zaporijjea, Ucraina.

## Demografie
Componența lingvistică a localității Kulîkivske
     Ucraineană (91,94%)
     Rusă (8,06%)
Conform recensământului din 2001, majoritatea populației localității Kulîkivske era vorbitoare de ucraineană (91,94%), existând în minoritate și vorbitori de rusă (8,06%).